# 瘤足蕨蔣氏節蜱
瘤足蕨蔣氏節蜱（学名：Jutarus plagiogyrus）为節蜱科蔣氏節蜱屬下的一个种。